# Катарджиу, Ласкэр
Ла́скэр Катарджи́у (рум. Lascăr Catargiu; 1 ноября 1823, Яссы, Молдавское княжество — 11 апреля 1899, Бухарест, Королевство Румыния) — румынский государственный деятель; неоднократно занимал пост премьер-министра: дважды в Соединённых княжествах Молдавии и Валахии (1866 и 1871—1876) и дважды в Королевстве Румыния (1889 и 1891—1895).

## Биография
Выходец из древнего боярского рода. Он также имел гагаузское происхождение. Получив образование, сразу был назначен на важные должности в административной системе Княжества Молдавия, работал в министерстве внутренних дел, исправником в Хуши (1843—1844) и паркалабом[неизвестный термин] Нямца. Был одним из подписавших петицию-прокламацию господарю с призывом провести реформы (1848). После подавления молдавской революции был сослан господарем Михаилом Стурдзой в имение в жудеце Нямц. После прихода к власти господаря Григоре Гики возвращается на государственную службу. В 1853—1856 гг. был начальником тюрем в Яссах и Ковурлуе. В 1856 году был назначен префектом полиции в Яссах.
В 1857 году он стал членом комиссии Молдавии, создание которой было предусмотрено Парижским мирным договором (1856), для объединения дунайских княжеств Молдавия и Валахия. Его последовательные консервативные взгляды, особенно на земельную реформу, побудили бояр-консерваторов поддержать его в качестве кандидата на княжество трон в 1859 году, поэтому он болезненно перенёс приход к власти Александру Иоана Кузы.
Непродолжительное время занимал пост министра внутренних дел (апрель-ноябрь 1859 года). Затем стал одним из лидеров оппозиции, получил поддержку своего родственника Барбу Катарджу, который в 1862 году занято пост главы правительства, но был убит. В состав так называемой «чудовищной коалиции» участвовал в заговоре против него и после падения А. Кузы (23 февраля 1866 года) был членом временного триумвирата, до вступления на престол князя Карла фон Гогенцоллерн-Зигмарингена (22 мая 1866 года). В мае-июле 1866 года возглавлял правительство, в 1866—1867 годах — Собрание депутатов Объединенного княжества Валахии и Молдавии.
В 1871 г., добившись того, чтобы Кароль I отказался от своей идеи отречься от престола ввиду общественно-политической нестабильности, сформировал консервативное министерство, которое в течение пяти лет эффективно управляло страной. В 1876 году вышел в отставку, предвидя неизбежность русско-турецкой войны, участия в которой он не желал для своего государства.
Возглавляя одновременно в течение пяти лет министерство внутренних дел, поддержал принятие закона о создании сельской жандармерии, согласно которому норматив кадровой обеспеченности практически составил пропорцию: один жандарм на сто налогоплательщиков, закон об организации городских коммун, закон о восстановлении паспортных офисов (1867). Также во время его пребывания на посту министров в дальнейшем был утверждён «Закон о организации центрального управления Министерства внутренних дел» (1892), и создана Служба фотографии, первый орган идентификации, ставший предпосылкой формирования в стране органов технической полиции.
Избранная вскоре после его отставки в 1876 году радикальная палата предала Ласкэра Катарджиу, вместе с его бывшими коллегами, суду, но в начале 1878 года дело было прекращено.
В феврале 1889 году был одним из создателей Консервативной партии, а с декабря того же года и до конца жизни её председателем. После объединения в 1884 году с либералами стал лидером Консервативной либеральной партии, после распада коалиции в 1891 г. — вновь возглавил партию консерваторов. Неоднократно избирался в состав Сената.
В апреле 1889 года он вторично образовал кабинет министров из членов старой партии бояр, но удержался на этом посту только до ноября.
В марте 1891 года он получил в министерстве Йона Эмануила Флореску портфель министра внутренних дел и удержал его в новом министерстве, которое он сам образовал в декабре того же года. Палаты были распущены, кабинет дополнен приёмом нескольких юнимистических[неизвестный термин] членов (между ними Карп, министр торговли и государственных имуществ). Этим Катарджу порвал с традициями староконсервативной боярской партии и принял в свою программу проекты аграрно-политических и административных реформ.
Его внешняя политика была отмечена присоединением к Тройственному союзу. На выборах в феврале 1892 года консервативно-юнимистическая правительственная партия достигла значительного большинства. В 1895 году он вышел в отставку
В память о государственном деятеле в Бухаресте был установлен памятник. Ещё один памятник политику возведён в Галаце.